# Kegnæs Kirke

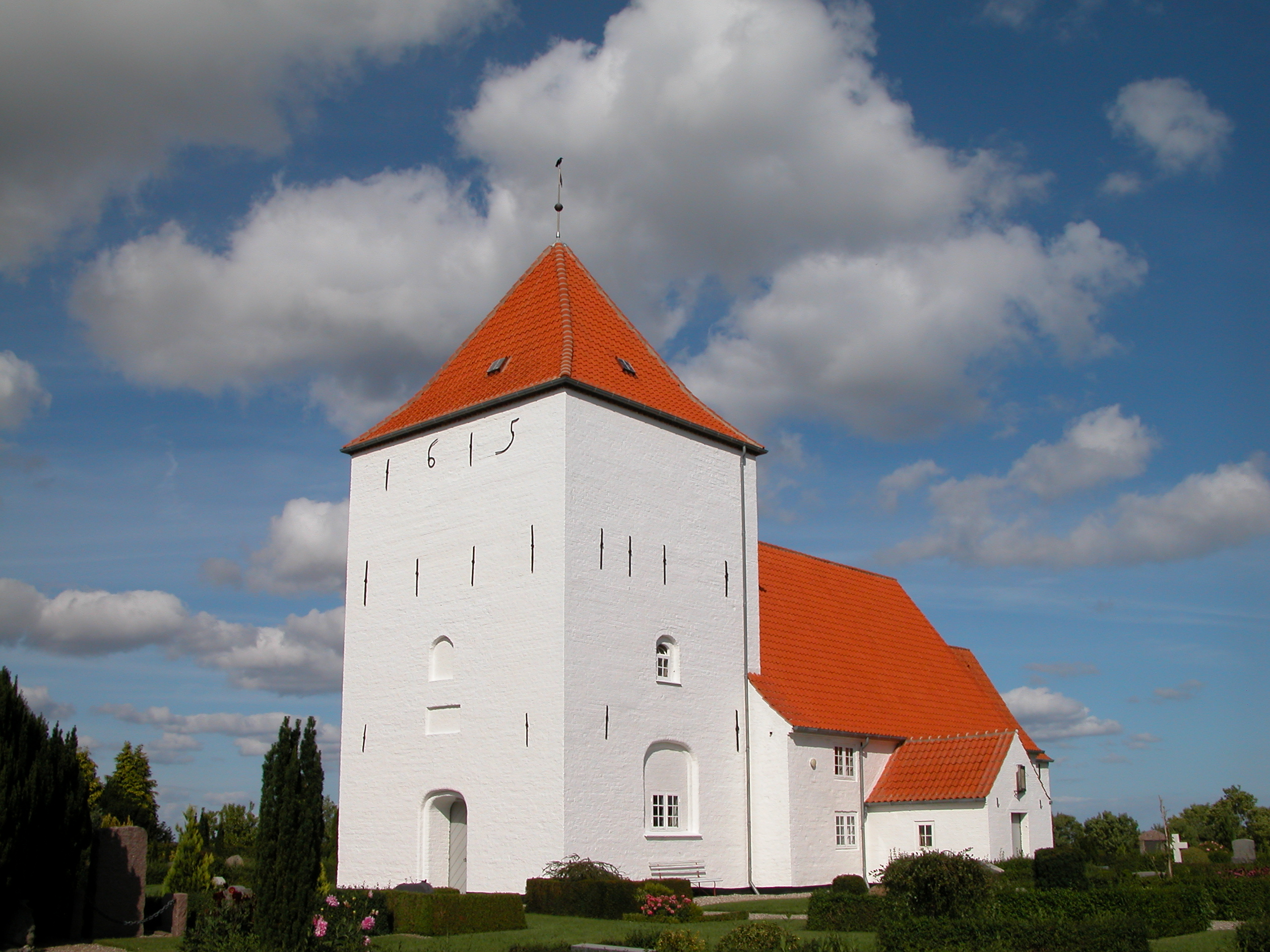
Kegnæs Kirke von Südwesten

Das Kirchspiel Kegnæs

Kegnæs Kirke (dänisch auch: Sankt Johannes Kirke) ist die im Dorf Sønderby gelegene evangelisch-lutherische Kirche der Halbinsel Kegnæs (deutsch: Kekenis) am südwestlichen Ende der Insel Alsen, Nordschleswig, Dänemark. Zu ihrem Kirchspiel Kegnæs Sogn gehören die Dörfer Østerby und Sønderby, Siedlungen in Vestermark, Grønmark, Kongshoved und Damkobbel sowie die Gemarkungen Hjortholm und Nygaard. Das 1615–1616 erbaute Kirchengebäude der Dänischen Volkskirche gehört heute zum Bistum Haderslev.

## Baugeschichte

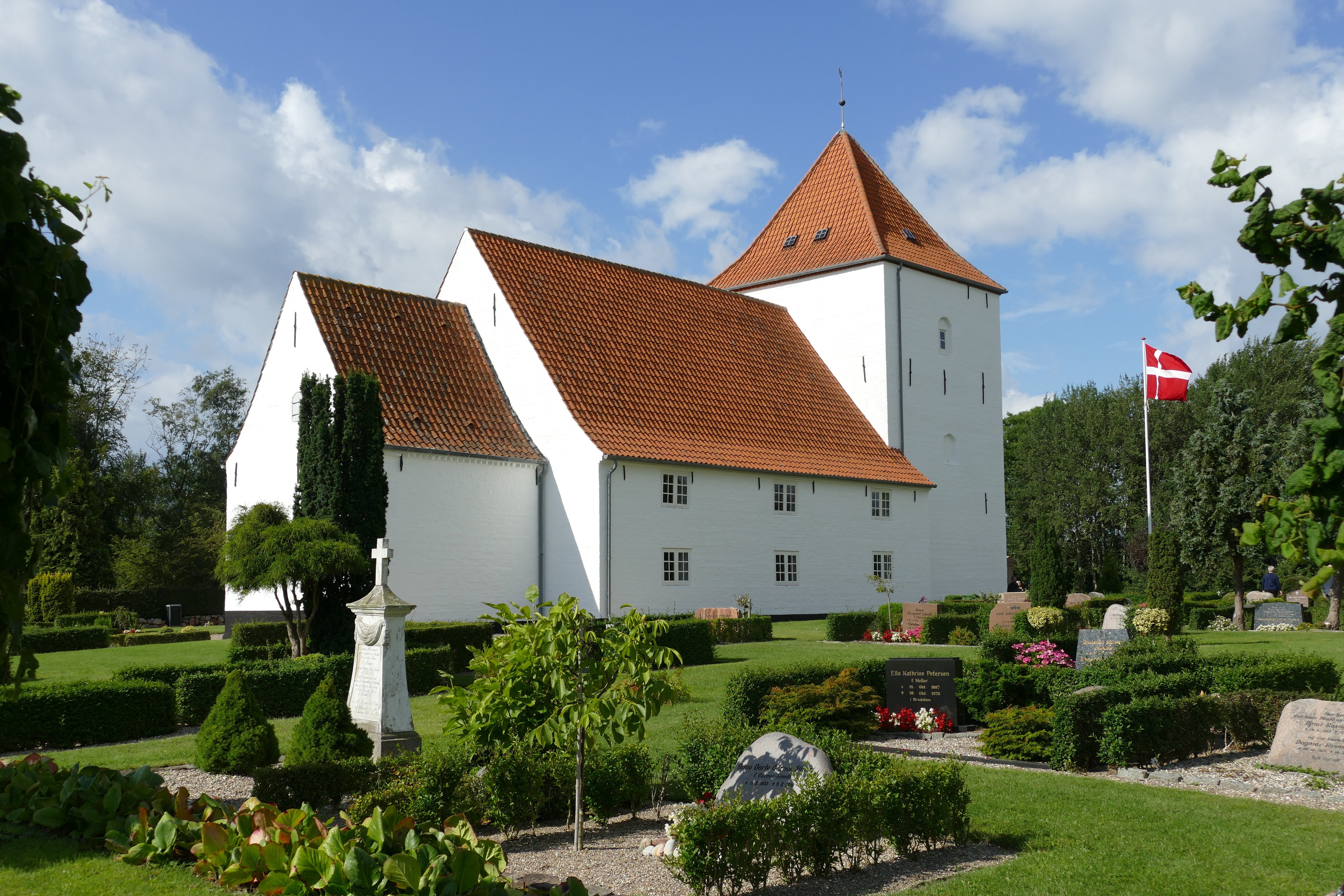
Kegnæs Kirke von Nordosten

Im Mittelalter war Kegnæs ein unbewohntes Waldgebiet. Nachdem die Bewaldung im 16. Jahrhundert durch intensive Schweinemast stark zerstört worden war, entschloss sich Herzog Johann der Jüngere zu Beginn des 17. Jahrhunderts zur Rodung und Besiedelung der Halbinsel. In diesem Zusammenhang wurde die Kirche von Kegnæs 1615–1616 erbaut; die Jahreszahl 1615 steht auch mit Mauerankern an der Westwand des Turms. Am Johannistag, den 24. Juni 1615, wurde der Grundstein der Kirche gelegt, und genau ein Jahr später, am 24. Juni 1616, wurde die Kirche geweiht. Deshalb wird sie auch „Sankt Johannes Kirke“ genannt. Mit der Wahl dieses Kirchenpatrons wollte Herzog Johann auch an seinen eigenen Vornamen erinnern. Die Lage der Kirche im Westteil von Kegnæs war seinerzeit für die Bewohner der Dörfer Vesterby, Sønderby und Østerby zentral. Seit der Aufgabe von Vesterby und der Entstehung von Siedlungen im Ostteil von Kegnæs liegt sie nicht mehr für alle Gemeindemitglieder in unmittelbarer Nähe.
Die Kirche wurde aus Ziegelsteinen auf einem Feldstein-Fundament errichtet. Der Baustil ist an alte romanische Kirchenbauten der Region angelehnt. Das Waffenhaus an der Südseite wurde 1695 angebaut und 1844 erneuert. Für 200 Jahre führte der Eingang zur Kirche durch dieses Waffenhaus, bis 1895 der Turmeingang wieder geöffnet und das Waffenhaus zu einem Materialraum umgestaltet wurde. Dort befinden sich auch mehrere Grabsteine von Personen, die sich das Recht erkauft hatten, in der Kirche begraben zu werden, so zuletzt 1785 der Gutsbesitzer von Nygaard.
Schon 1646 war die Kirche zu klein geworden, so dass das Erdgeschoss des Turms in den Kirchenraum mit einbezogen wurde. Als im 18. Jahrhundert nach der Parzellierung von Hjortholm und Nygaard viele Familien nach Kegnæs zuzogen, wurde die Kirche wiederum zu klein. Daher wurde 1770 erst die Westempore und dann 1795–1796 eine Empore an der Nordwand eingebaut. Auf der Westempore steht heute die Orgel, während die Nordempore bei der Restaurierung 1952 entfernt wurde. Mit der Schließung des Waffenhauses 1895 wurde das Westportal am Turm wieder geöffnet und das Erdgeschoss des Turms zum Vorraum eingerichtet.
Kirchenschiff und Turm haben heute noch die ursprünglichen Holzbalkendecken, während diejenigen von Waffenhaus und Chor erneuert wurden. Größere Kirchenrestaurierungen erfolgten in den Jahren 1851–1852, 1899–1903 sowie 1952. 1986 musste die Kirche nach einem Brand wieder instand gesetzt werden. 2001 erhielt sie ein neues rotes Ziegeldach. 2007 wurden die 1952 geschlossenen Fenster an der Nordwand wieder geöffnet.

## Ausstattung

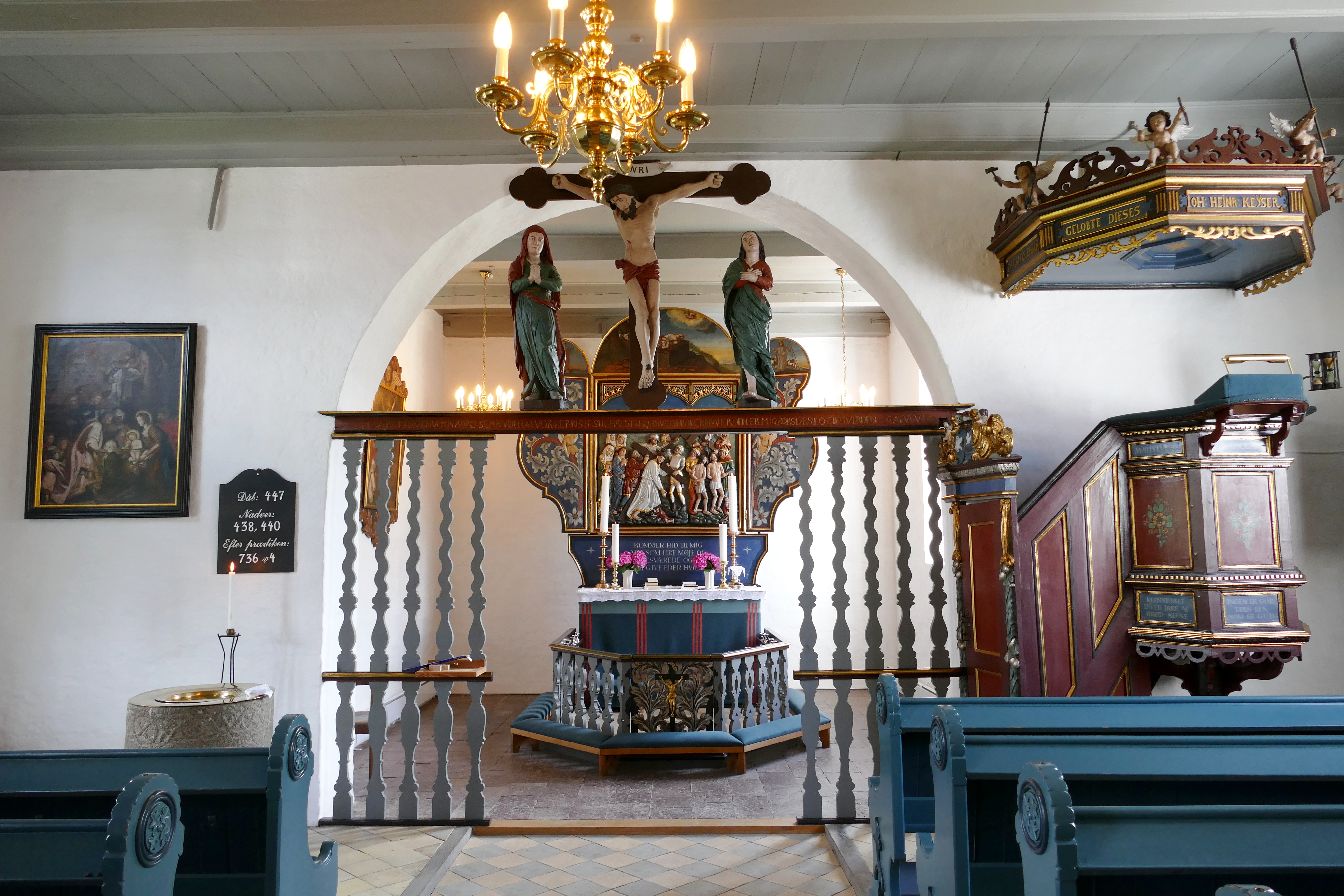
Der Kirchenraum mit Taufe (links), Chorschranke (mittig) und Kanzel mit Sanduhr (rechts)

Das steinerne Taufbecken ist dem Stil nach romanisch, stammt aber möglicherweise erst aus der Erbauungszeit der Kirche. Ungewöhnlich sowohl für die Region als auch für die Zeit nach der Reformation ist die hölzerne Chorschranke von 1691, welche Kirchen- und Altarraum scharf voneinander trennt und von einer Kreuzigungsgruppe bekrönt wird. Die Christusfigur ist spätmittelalterlich (wohl kurz nach 1500); das Kruzifix und die beiden Seitenfiguren stammen von 1691. Der Querbalken ist auf der Vorderseite in Versalien mit dem Bibelvers Gal 6,14  auf Dänisch beschriftet, auf der Rückseite mit einer lateinischen Inschrift, welche den damaligen Pfarrer von Kegnæs, Simon Henrich Lilius (Lilie), als Stifter der Chorschranke nennt.
Die Kanzel gehört zur ursprünglichen Ausstattung der Kirche (ca. 1616), wurde aber auf Kosten von Johann Heinrich Keyser aus Thüringen 1683 überarbeitet und mit einem Schalldeckel versehen, auf dessen Inschrift er sich nennt. Auf dem Deckel sind vier Putti angebracht, welche die Leidenswerkzeuge Christi halten. Ein bemerkenswertes Detail ist die an der Kanzel befestigte Sanduhr mit zwei Gläsern, eines für halbe und eines für ganze Stunden. Dies ist vor dem Hintergrund zu sehen, dass eine evangelische Predigt um 1600 ein bis zwei Stunden dauerte. Die vier Fächer der Kanzel sind jeweils mit einem Blumenornament bemalt; darüber stehen die Namen der vier Evangelisten und darunter jeweils ein kurzer Spruch aus dem entsprechenden Evangelium, z. B. bei Lukas der Vers Lk 17,21 .

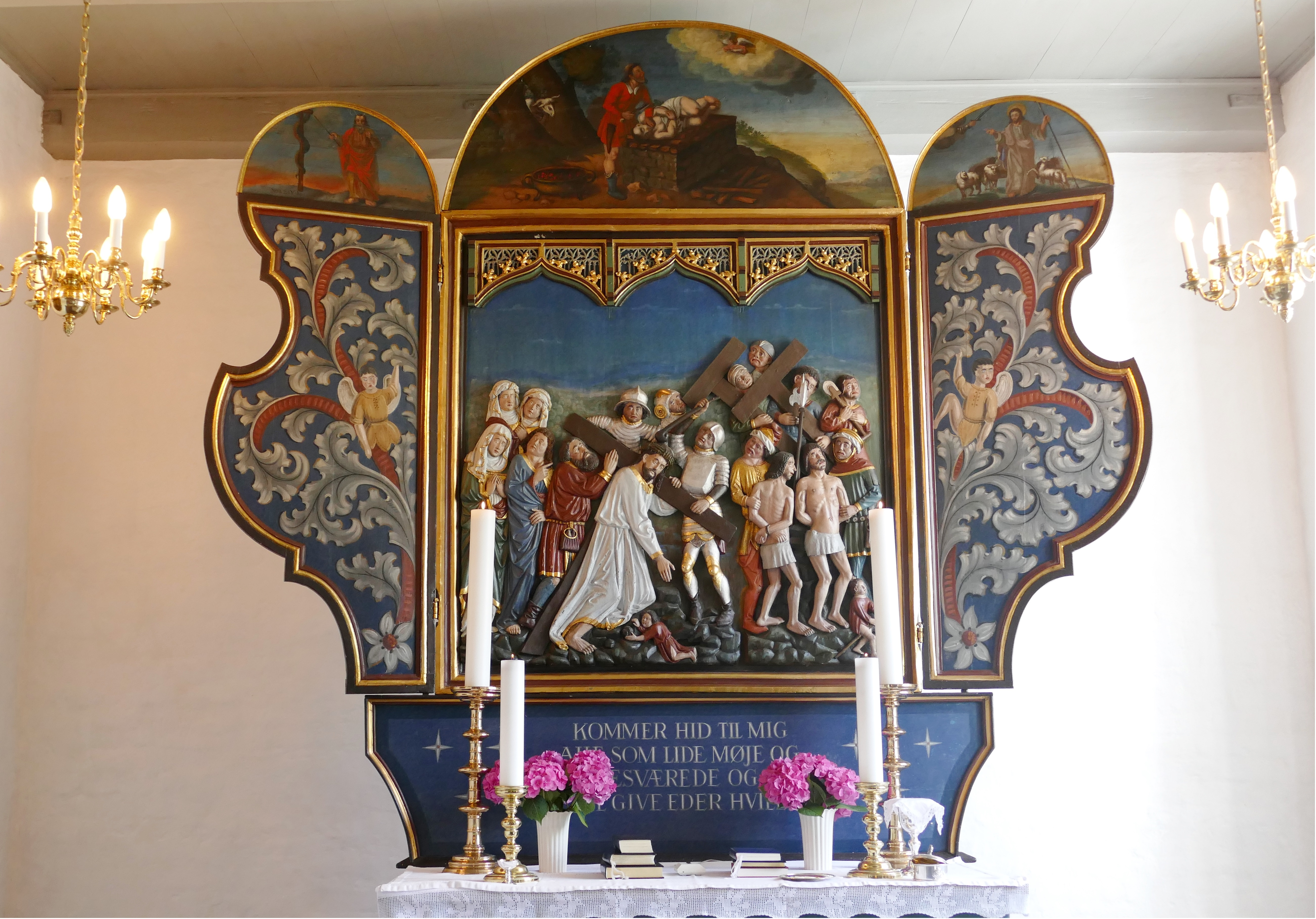
Der Altar mit spätgotischem Mittelteil (Kreuztragung Christi)

Der Mittelteil des Altarretabels von ca. 1450–1475 stammt wohl aus der Kirche in Sønderborg, die 1618 ein neues Retabel anschaffte, und zeigt die Kreuztragung Christi. Simon von Kyrene ist gerade dabei, dem stürzenden Christus das Kreuz abzunehmen. Links folgen der Jünger Johannes und die drei Marien, während rechts die beiden Schächer von Soldaten zur Kreuzigung abgeführt werden. Im Vordergrund wirft sich ein Kind Christus zu Füßen, während ein anderes rechts auf einem Stecken reitet. Die beiden Seitenflügel des Altars sind rückseitig spätgotisch mit Michaels Drachenkampf und dem heiligen Nikolaus bemalt. Um 1700 wurden die Seitenflügel beschnitten, so dass sie nicht mehr schließen, und auf der Innenseite neu bemalt. Zudem erhielt das Retabel drei rundbogige Malereien als oberen Abschluss, auf denen von links nach rechts zu sehen sind: Moses und die eherne Schlange; Abraham und die Bindung Isaaks; Christus als der gute Hirte. Die beiden kleinen Rundbögen der Seitenflügel, die umgeklappt werden können, zeigen auf ihren Rückseiten den Apostel Petrus und Christus mit der Siegesfahne. Die Predella ist ursprünglich, aber zurechtgesägt und wurde 1928 auf Dänisch mit dem Heilandsruf (Mt 11,28 ) bemalt.
In der Kirche hängen zwei Gemälde: An der Nordwand des Chores hängt eine Kreuzigung, eine Kopie nach van Dyck, und an der nördlichen Ostwand des Kirchenschiffs eine Anbetung der Heiligen Drei Könige, eine Kopie nach Rubens. Das Votivschiff der Kirche ist ein Modell des Schulschiffes København, das 1928 auf der Fahrt von Buenos Aires nach Australien spurlos verschwand. Das Modell wurde von einem Gemeindemitglied, Jürgen Koch aus Sønderby, angefertigt und 1938 der Kirche geschenkt.
Im Turm der Kirche befinden sich zwei Glocken, eine wurde 1615 von Peter Melchiorsen Brande gegossen, die andere ist eine sogenannte Wiedervereinigungsglocke von 1921. Sie erinnert an die Volksabstimmung in Schleswig 1920, bei der Nordschleswig wieder dänisch wurde, und ersetzt eine zweite Glocke von Peter Melchiorsen Brande aus dem Jahr 1615, die 1917 im Ersten Weltkrieg als Metallspende abgegeben werden musste.

## Orgel

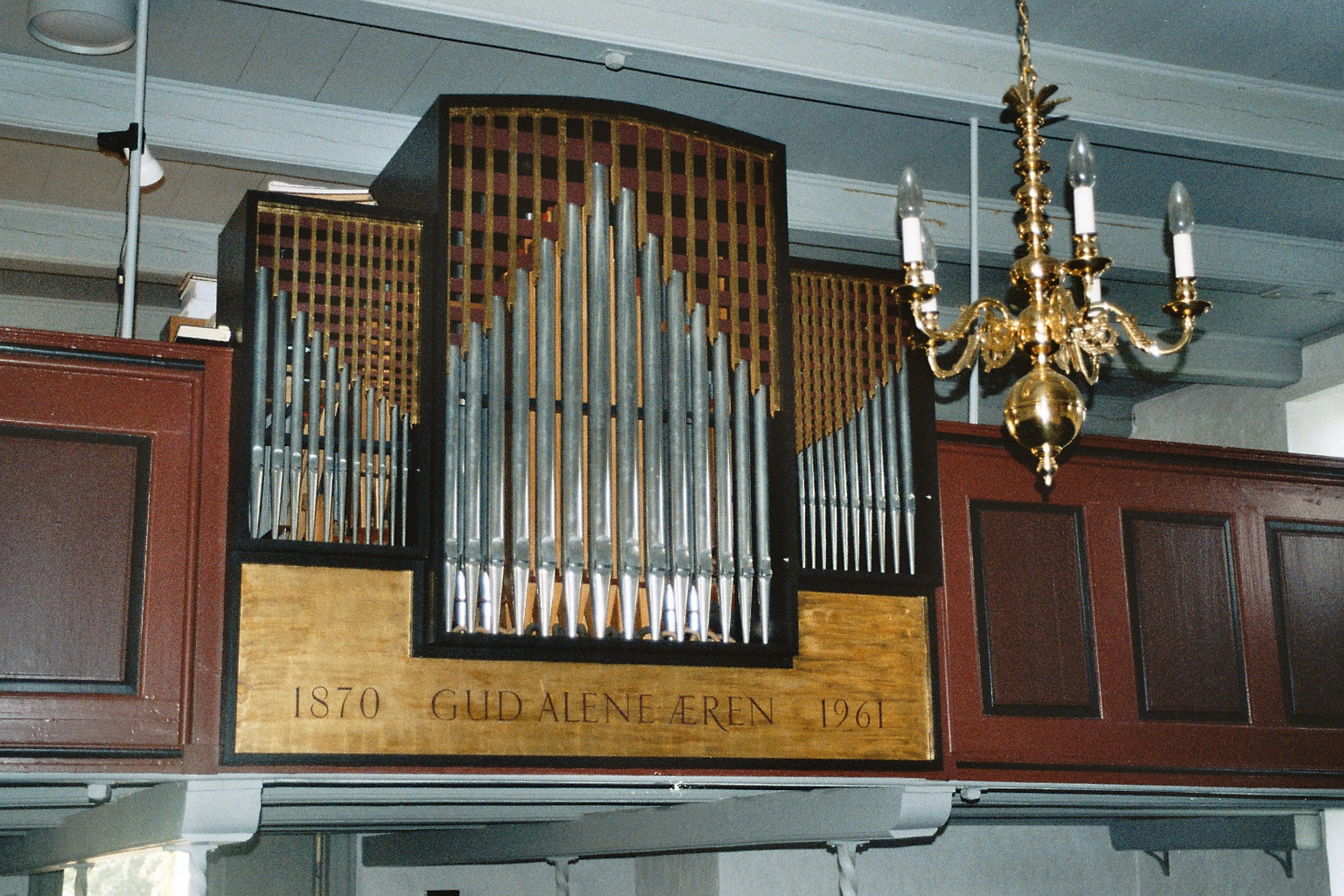
Prospekt der Bruhn-Orgel

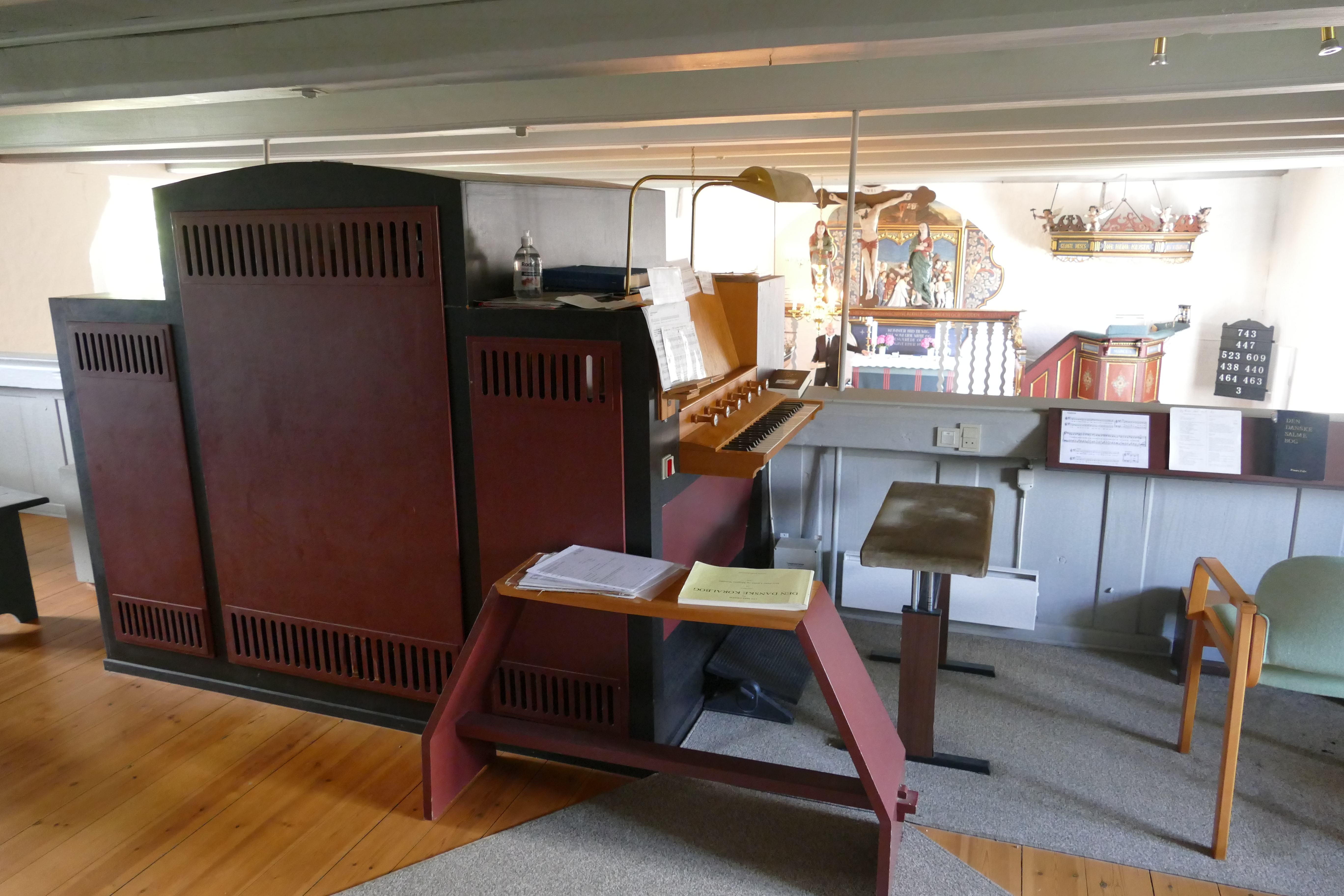
Blick auf Orgelgehäuse und Spieltisch der Bruhn-Orgel

In den Kirchenrechnungen werden 1845/1846 Kosten zur Reparatur der Orgel erwähnt, doch kann es sich dabei nur um ein Harmonium gehandelt haben. Die erste Pfeifenorgel wurde im Juni 1870 von Marcussen & Søn geliefert und hatte vier Register. 1961 wurde auf der Westempore eine neue Orgel der Brødrene Bruhn eingebaut, sie wurde 1987 von derselben Firma überholt. Mit Rücksicht auf die tiefe Decke über der Empore ist das Orgelgehäuse nur 1,70 m hoch. Das pedallose, seitenspielige Instrument besitzt ein Manual mit sechs Registern und folgender Disposition:
| Manual C–f3 |            |                                 |
| 1.          | Spidsgamba | 8′ (C–H zusammen mit Gedakt 8′) |
| 2.          | Gedakt     | 8′                              |
| 3.          | Principal  | 4′ (Prospekt)                   |
| 4.          | Rørfløjte  | 4′                              |
| 5.          | Waldfløjte | 2′                              |
| 6.          | Quint      | 1 ⁄3′                           |

- Traktur: Schleifladen, vollmechanisch

## Bekannte Pfarrer
- Die ersten drei Pastoren von Kegnæs waren Vater, Sohn und Enkel: Peter Carlsted(t) (Amtszeit 1616–1642), Johannes Petersen Carlsted(t) (Amtszeit 1643–1669) und Peter Johansen Carlsted(t) (Amtszeit 1669–1679, wegen Trunkenheit, Unzucht und mancherlei Ausschweifungen abgesetzt). Peter Johansen Carlsted(t) hatte einen Sohn Petrus Carlsted(t), der 1676 einen Wartebrief auf die Pfarrstelle in Kegnæs erhielt, nach der Absetzung seines Vaters aber dort nicht mehr ordiniert wurde.[13]
- Daniel Bartholomäus Byberg (* Kirke Stillinge auf Seeland 1732; † Kegnæs 1801), Pfarrer in Kegnæs 1767–1801. Byberg galt als bescheidener und liebenswürdiger Mann, der, selbst kinderlos verheiratet, zwei Pflegekinder aufzog. Als Byberg am 14. Dezember 1773 sein Dienstmädchen Marie Cathrine Rasmussen getadelt hatte, setzte die psychisch labile junge Frau in der folgenden Nacht den Pastorenhof (nicht die Kirche) von Kegnæs in Brand. Byberg und seine Familie kamen mit dem Leben davon, verloren aber alles; im völlig niedergebrannten Pfarrhof fand man nur noch 54 Mark, die zu Klumpen zusammengeschmolzen waren. Rasmussen wurde ins Zuchthaus von Glückstadt gebracht. Bei dem Brand gingen auch die Kirchenbücher und das Pfarrarchiv von Kegnæs verloren, was als schwerer historischer Verlust gilt.[14] Um einen gewissen Ersatz für die verlorenen Kirchenbücher zu schaffen, wurde Byberg vom dänischen König Christian VII. angewiesen, seine Gemeindemitglieder nach ihren Geburtsdaten, Eltern und Kindern zu befragen. Die Ergebnisse der Befragung sind im neuen, 1774 begonnenen Kirchenbuch von Kegnaes eingetragen (S. 141–157).[15] Allerdings war Byberg mit den erhaltenen Auskünften nicht zufrieden, denn er notierte: „Sehr wenige aus den Parochianis [d. h. Gemeindemitgliedern] wußten den eigentlichen Tag ihrer eignen oder ihrer Kinder Geburth. Das eine Kind war 14 Tage vor Ostern, das zweite 3 Wochen nach Pfingsten, das dritte um Laurentii, und das vierte an eben dem Tage gebohren, an welchem dem Nachbar seine Tochter gestorben. So waren die Nachrichten.“[16] In seinen letzten Lebensjahren führte Byberg mit der Gemeinde einen Rechtsstreit (den er schließlich verlor), ob er seine Gänse auf dem Friedhof um die Kirche grasen lassen dürfe. Gekränkt nahm er 1801 mit einer jährlichen Rente von 200 Rigsdalern seinen Abschied, starb aber schon wenige Monate später.[14][17]

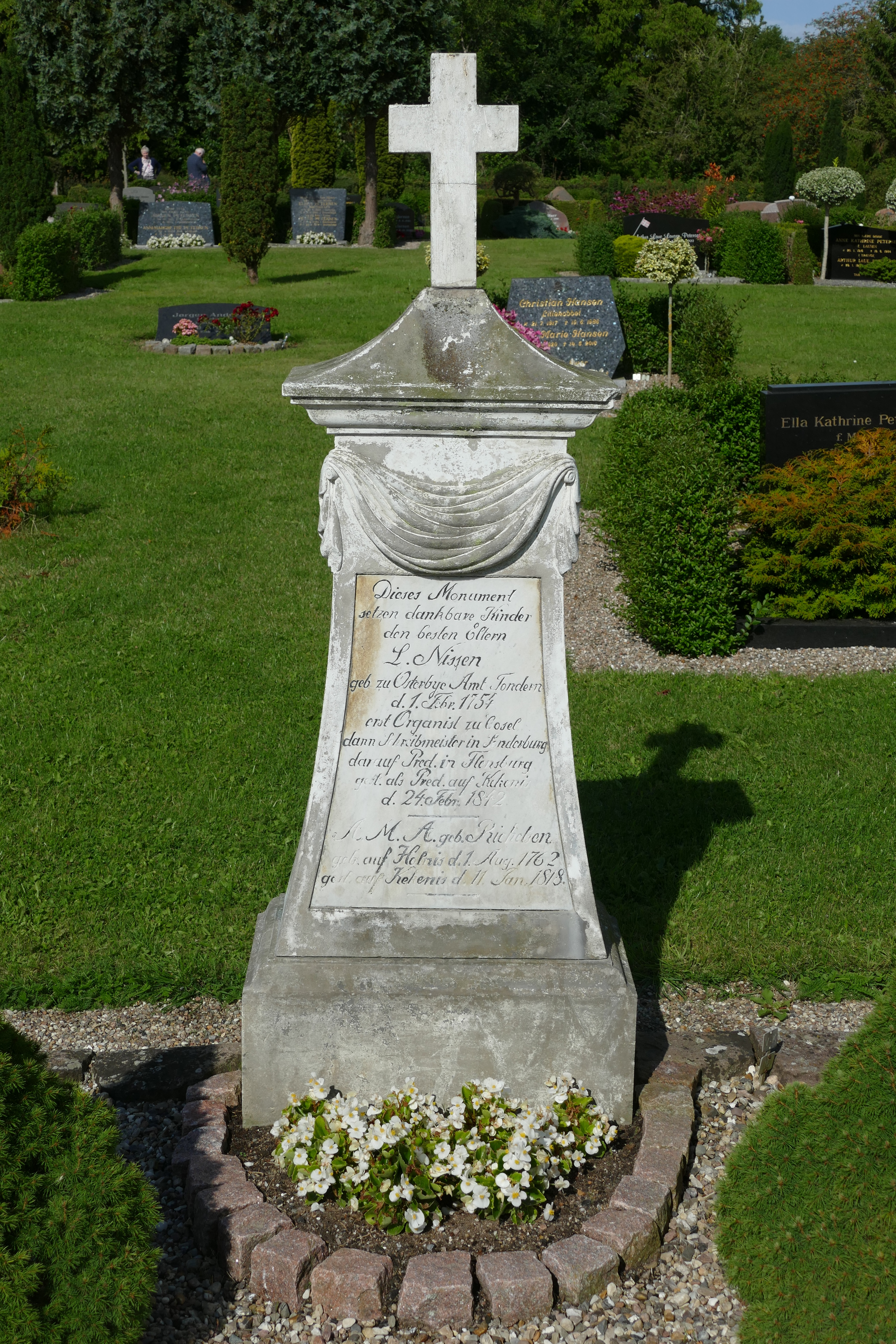
Grabstein von Lorenz Nissen auf dem Friedhof bei der Kirche

- Mit Lorenz Nissen (Amtszeit 1801–1842) und Christian Friedrich Nissen (Amtszeit 1842–1860) amtierten in Kegnæs noch einmal Vater und Sohn. Beide waren Anhänger des Rationalismus. Lorenz Nissen, 1754 als Sohn eines Bauern im Kirchspiel Medelby geboren, begann nach dem Besuch der Dorfschule mit 15 Jahren noch vor der Konfirmation als Schulgehilfe und wurde bald selbst Schulmeister und Organist. Wie schon den gesamten Unterrichtsstoff und das Orgelspiel eignete er sich in den folgenden Jahren autodidaktisch die notwendigen Kenntnisse an, um 1795 die Prüfung zum Prediger vor dem Konsistorium zu bestehen. Anfangs vom Pietismus beeindruckt, hatte er sich unter rationalistischem Einfluss von seinem biblischen Wunderglauben verabschiedet und sah seitdem die Naturgesetze als das wahre Wunder an. Seine Gemeinde in Kegnæs erlebte er als von „finsterstem Aberglauben“  beherrscht. Wie schon auf seiner vorherigen Pfarrstelle an der dänischen Helligåndskirke in Flensburg führte er auf Kegnæs ein neues Gesangbuch ein und änderte den Gottesdienstablauf entsprechend der von Generalsuperintendent Adler entworfenen Agende[18] in rationalistischem Sinne, wobei er darauf bestand, dass dies die – von ihm im selben Atemzug als rückständig und abergläubisch geschilderte – Bevölkerung von Kegnæs nicht „kirchenscheu“ machen würde, ebenso wenig wie dies auf Alsen geschehen sei.[19] Den Tod vieler seiner 15 Kinder und ein zehnjähriges Gichtleiden seiner Frau ertrug Lorenz Nissen mit Gottergebenheit.[20] Er verfasste eine gedruckte Autobiographie in deutscher Sprache.[19]
- Die Pfarrer Jacob Bendixen (Amtszeit 1894–1906) und Friedrich Immanuel Prahl (Amtszeit 1915–1920) waren beide deutschgesinnt und große Freunde der Inneren Mission. Das Gemeindeleben nahm zu ihrer Zeit regen Aufschwung und es kam zu einer Erweckung. Bendixen beklagte sich allerdings über die „Vergnügungssucht“ in der Gemeinde, die sich in häufigen Übertretungen des sechsten Gebotes zeige und darin, dass die Bräute bei Heiraten für gewöhnlich „gefallen“ seien. Dafür heißt es aus Prahls Zeit, dass Armut in der Gemeinde nur selten vorkam und die Gemeindemitglieder einander bei Notfällen bereitwillig halfen. Alkoholmissbrauch hatte merklich nachgelassen, zumal damals 60 Gemeindemitglieder der Abstinenzbewegung der Guttempler angehörten.[21] Später, als Pastor der deutschen Gemeinde in Haderslev, war der NS-kritische Prahl einer der Verfasser der Haderslebener Erklärung (1943), einer Loyalitätserklärung gegenüber dem dänischen Volk und einer Anerkennung der deutsch-dänischen Grenze von 1920/1921 (entlang der Clausen-Linie).[22]

## Ursprungssagen
Mit der Kirche von Kegnæs verbinden sich zwei Ursprungssagen. Eine besagt, dass Herzog Hans der Jüngere sieben Bauern aus Klinting hängen ließ, weil sie angeblich bei Arbeiten im Schloss Sonderburg Speck gestohlen haben sollten. Als der Speck dann wiedergefunden wurde (man hatte ihn als nicht mehr genießbar in den Wallgraben des Schlosses geworfen) und die Hinrichtungen damit als Fehlurteil erwiesen waren, habe der Herzog zur Sühne die baugleichen Kirchen von Kegnaes und Neukirchen errichten lassen.
Nach einer anderen Sage war eine Trollfrau aus Hørup über den Kirchenneubau in Kegnæs so erbost, dass sie einen schweren Stein auf die Kirche schleuderte, der aber schon am Strand von Grønmark zu Boden fiel und dort heute noch zu sehen ist. Tatsächlich liegen die Kirche von Hørup, der Grønmarkstein (ca. 5,3 × 3,8 m groß und 2,5 m hoch) und Kegnæs Kirke etwa in einer Linie. Da die Bewohner von Kegnæs vorher zum Kirchspiel Hørup gehört haben sollen, gilt es als möglich, dass diese Sage den Høruper Widerstand gegen den Kirchenbau in Kegnæs reflektiert.